# Marie Antoine Louis Suret
Marie Antoine Louis Suret (1807-1876) est un facteur d'orgue parisien.

## Biographie
Marie Antoine Louis Suret est né à Paris le 5 décembre 1807, et décédé à Colombes le 17 février 1876. Né dans le faubourg Saint Antoine, quartier de l’ébénisterie et de l’ameublement à Paris, d'une mère musicienne et d'un père ébéniste, on ignore pour le moment les circonstances de sa formation de facteur d'orgue. Il est mentionné dès 1827 comme facteur d’orgue et de piano. Louis Suret construit de petites orgues pour l’abbé Cabias à partir de 1831. Ce seront les premiers instruments de la firme Daublaine. Il travaille ensuite chez Daublaine et Callinet, dont il est un des premiers ouvriers, ou contremaître, puis s’établit à son compte vers 1838, près de l'église Saint-Laurent à Paris. Ses instruments remportent les médailles de bronze, d’argent, puis de première classe aux expositions des produits de l’industrie de 1844, 1849, puis à l’exposition universelle de 1855. 
Louis forme et emploie son fils Marie François Auguste (né  à Paris le 26 mars 1831). Suret fait faillite en 1862. À cette époque, l’entreprise s’installe à Colombes.  Auguste Suret  succède à Louis Suret en 1876. Marie Charles Auguste Suret (né à Paris le 13 janvier 1858) sera le dernier membre de cette dynastie de facteurs. 

## Œuvres
Il est difficile de distinguer les œuvres de Louis et d’Auguste Suret, le fils travaillant avec, puis dans la continuité du père. Charles Suret ne réalise que des entretiens et des travaux modestes. Les Suret ont travaillé (construction, restauration) sur une cinquantaine  d’instruments, pour l'essentiel en région parisienne. 
Les instruments les plus remarquables sont : 
- 1849 : Étampes, Saint-Basile (24 jeux sur III/ped) ;
- 1850 : Paris, St Germain-de-Charonne, instrument  Classé MH[3] ;
- 1852 : Paris, Ste Élisabeth-de-Hongrie (39 jeux sur III/ped)[4], leur chef-d'œuvre, buffet  Classé MH[5] ainsi que la partie instrumentale[6] ;
- 1861 : Paris, Chapelle Saint-Louis de la Salpêtrière (20 jeux sur II/ped), buffet  Classé MH[7] ainsi que la partie instrumentale[8] ;
- 1867 : Argenteuil, basilique Saint Denys (31 jeux sur III/ped).

Quelques réalisations
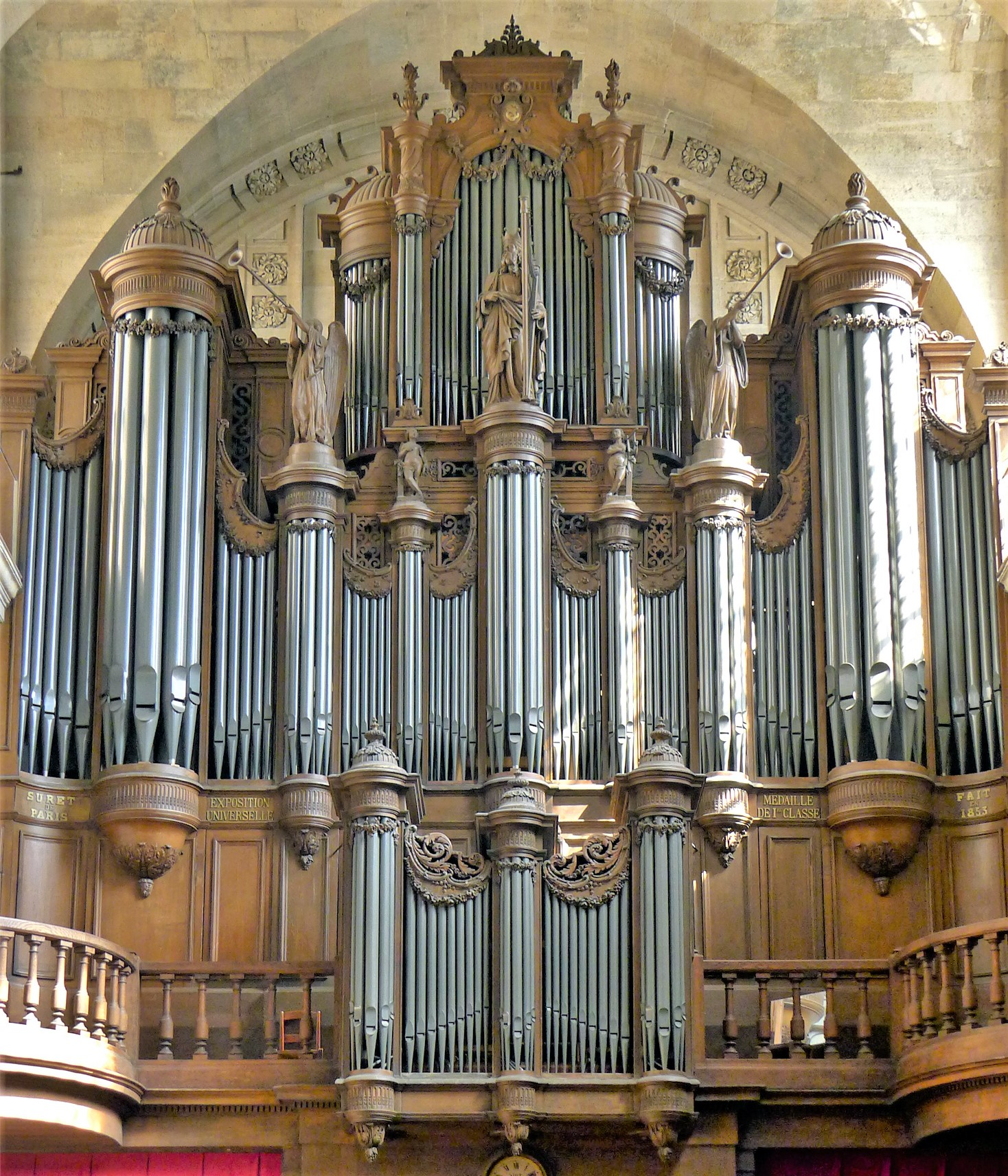
Paris, Ste-Elisabeth-de-Hongrie
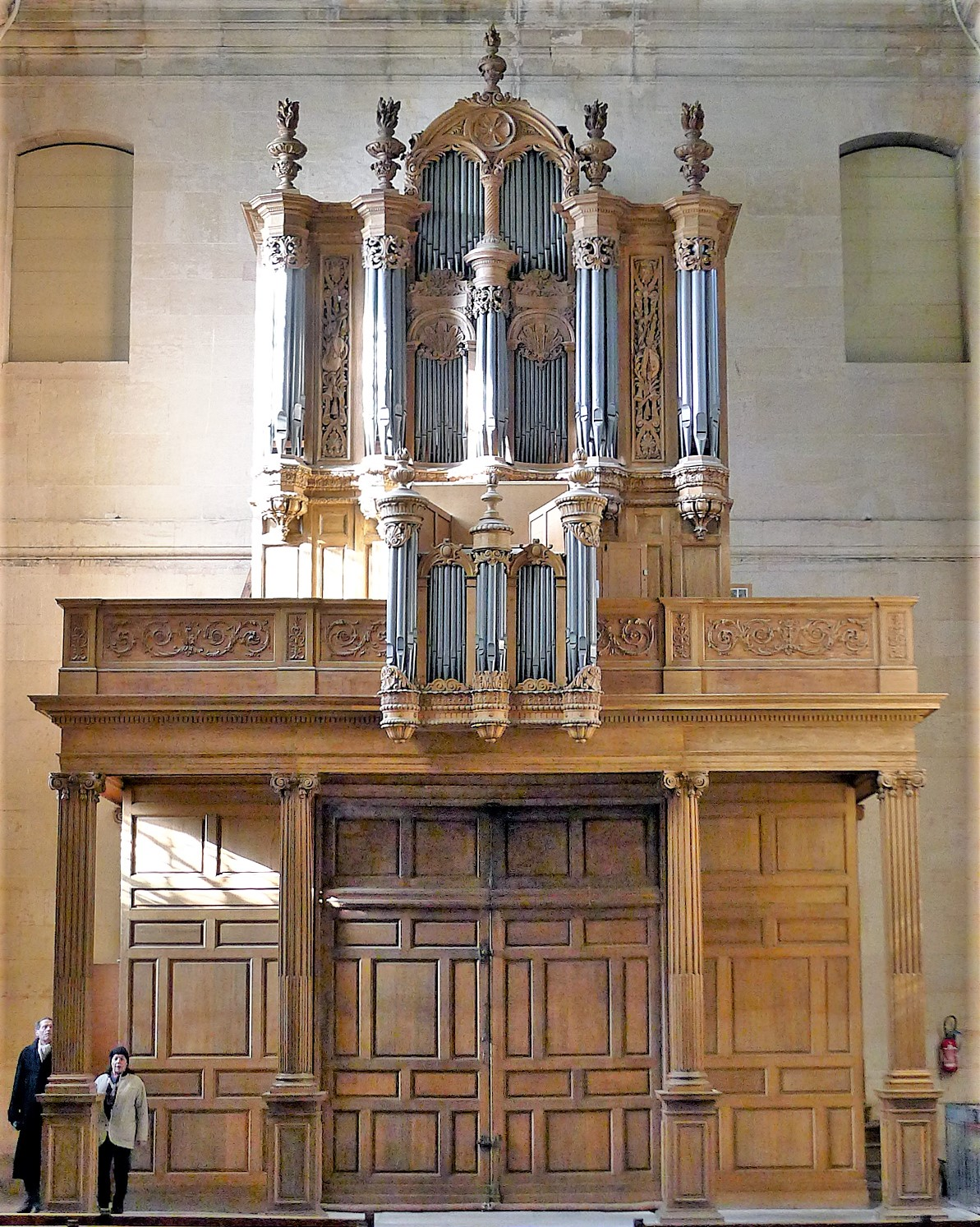
Paris, la Salpétrière

On dit souvent que les instruments de Suret sont du style de ceux de Daublaine & Callinet. Il serait plus exact de dire que le style initial de Daublaine est celui de Suret, puisque Suret fabriqua les premiers orgues de Daublaine. Suret est resté fidèle à une facture artisanale et héritée de la facture parisienne du XVIIIe siècle, enrichie des nouveautés introduites pas John Abbey et la facture anglaise, ou Louis Callinet et les influences allemandes. Ses œuvres sont caractérisées par l'abondance et la qualité  des jeux à anches, y compris anches libres, disparition des mutations au profit des jeux de fond (avec tuyauterie coupée sur le ton), structure classique des buffets et de la disposition, transmission mécanique des notes et des jeux. Du point de vue musical, l’orgue Suret correspond au répertoire de son époque: d’une part à la tradition post-classique des “livres d’orgue” français, avec leurs registrations caractéristiques (Boëly, Fessy, etc.), et d’autre part  l’orgue romantique de style orchestral et théâtral (les premières œuvres de César Franck, Louis James Alfred Lefébure-Wély, etc.).